# Vương Tiểu Hồng
Vương Tiểu Hồng (tiếng Trung giản thể: 王小洪, bính âm Hán ngữ: Wáng Xiǎo Hóng, sinh ngày 11 tháng 7 năm 1957) là chính trị gia nước Cộng hòa Nhân dân Trung Hoa. Ông hiện là Bí thư Ban Bí thư, Ủy viên Ủy ban Trung ương Đảng Cộng sản Trung Quốc khóa XX, khóa XIX, Tổng Cảnh giám, Bí thư Đảng ủy, Bộ trưởng Bộ Công an. Ông nguyên là Phó Bí thư Đảng ủy, Phó Bộ trưởng Thường trực Bộ Công an, kiêm Bí thư Đảng ủy, Cục trưởng Cục Công an thành phố Bắc Kinh.
Ông bắt đầu sự nghiệp ở tỉnh Phúc Kiến, nơi ông làm việc đến tháng 8 năm 2013 trước khi chuyển sang tỉnh Hà Nam. Ông là cấp dưới của Tập Cận Bình trong toàn bộ thời gian Tập Cận Bình làm việc ở Phúc Kiến. Tháng 3 năm 2015, ông được bổ nhiệm làm Phó Thị trưởng Bắc Kinh kiêm Cục trưởng Cục Công an thành phố Bắc Kinh, thay cho Phó Chính Hoa. Tháng 5 năm 2016, ông kiêm nhiệm vị trí Phó Bộ trưởng Bộ Công an. Tháng 3 năm 2018, ông trở thành Phó Bộ trưởng Thường trực Bộ Công an, thay cho Phó Chính Hoa được bầu làm Bộ trưởng Bộ Tư pháp.

## Xuất thân và giáo dục
Vương Tiểu Hồng sinh tháng 7 năm 1957, người Phúc Châu, tỉnh Phúc Kiến. Tháng 9 năm 1985 đến tháng 7 năm 1987, ông học chuyên ngành quản lý công an tại Đại học Công an Nhân dân Trung Quốc. Tháng 8 năm 1994 đến tháng 12 năm 1996, ông học chuyên ngành quản lý kinh tế, Học viện Hàm thụ và tốt nghiệp đại học tại chức ở Trường Đảng Trung ương.

## Sự nghiệp
Tháng 7 năm 1974 đến tháng 12 năm 1979, ông là thanh niên trí thức huyện Mân Hầu, tỉnh Phúc Kiến rồi công nhân nhà máy máy quạt gió huyện Mân Hầu.

### Ngành Công an
Tháng 12 năm 1979, ông trở thành cán bộ, Bí thư Chi bộ Đoàn Công an huyện Mân Hầu. Tháng 12 năm 1982, ông gia nhập Đảng Cộng sản Trung Quốc. Tháng 5 năm 1984, ông được bổ nhiệm giữ chức Phó Cục trưởng Cục Công an huyện Mân Hầu. Tháng 1 năm 1989, ông được bổ nhiệm làm Cục trưởng Cục Công an huyện Mân Hầu.
Tháng 8 năm 1993, Vương Tiểu Hồng được bổ nhiệm giữ chức Ủy viên Đảng tổ, Phó Cục trưởng Cục Công an thành phố Phúc Châu. Tháng 11 năm 1995, ông được bổ nhiệm làm Phó Bí thư Đảng ủy, Phó Cục trưởng Cục Công an thành phố Phúc Châu. Tháng 2 năm 1998 đến tháng 5 năm 2002, ông đảm nhiệm chức vụ Bí thư Đảng ủy, Cục trưởng Cục Công an thành phố Phúc Châu, Phó Bí thư Ủy ban Chính trị Pháp luật Thành ủy Phúc Châu và Bí thư Đảng ủy, Cục trưởng Cục Công an thành phố Chương Châu, Thị ủy viên, Phó Bí thư Ủy ban Chính trị Pháp luật Thị ủy Chương Châu.
Tháng 5 năm 2002, ông được bổ nhiệm làm Ủy viên Đảng tổ, Phó Sảnh trưởng Sảnh Công an tỉnh Phúc Kiến. Tháng 9 năm 2011, ông được bổ nhiệm giữ chức Phó Thị trưởng Hạ Môn, Bí thư Đảng ủy, Cục trưởng Cục Công an thành phố Hạ Môn, Thành ủy viên, Phó Bí thư Ủy ban Chính trị Pháp luật Thành ủy Hạ Môn.
Tháng 8 năm 2013, ông được bổ nhiệm làm Trợ lý Tỉnh trưởng tỉnh Hà Nam, Bí thư Đảng ủy, Sảnh trưởng Sảnh Công an tỉnh Hà Nam. Tháng 12 năm 2014, ông được bổ nhiệm giữ chức Phó Tỉnh trưởng tỉnh Hà Nam, Phó Bí thư Ủy ban Chính trị Pháp luật Tỉnh ủy Hà Nam kiêm Bí thư Đảng ủy, Sảnh trưởng Sảnh Công an tỉnh Hà Nam.
Tháng 3 năm 2015, ông được bổ nhiệm làm Phó Thị trưởng Bắc Kinh kiêm Bí thư Đảng ủy, Cục trưởng Cục Công an thành phố Bắc Kinh, Phó Bí thư Ủy ban Chính trị Pháp luật Thành ủy Bắc Kinh. Tháng 5 năm 2016, ông kiêm nhiệm vị trí Ủy viên Đảng tổ Bộ Công an, Phó Bộ trưởng Bộ Công an.
Ngày 24 tháng 10 năm 2017, tại phiên bế mạc của Đại hội Đảng Cộng sản Trung Quốc lần thứ XIX, ông được bầu làm Ủy viên Ủy ban Trung ương Đảng Cộng sản Trung Quốc khóa XIX. Ngày 30 tháng 1 năm 2018, tại hội nghị lần thứ nhất của Đại hội đại biểu nhân dân khóa XV thành phố Bắc Kinh, ông được miễn nhiệm chức vụ Phó Thị trưởng Bắc Kinh.
Tháng 3 năm 2018, ông được bổ nhiệm làm Phó Bí thư Đảng ủy Bộ Công an, Phó Bộ trưởng Thường trực Bộ Công an, hàm Bộ trưởng, thay cho Phó Chính Hoa.

### Bộ trưởng Bộ Công an
Ngày 24 tháng 6 năm 2022, theo đề nghị của Thủ tướng Lý Khắc Cường, Vương Tiểu Hồng được Ủy ban Thường vụ Nhân Đại Toàn quốc Trung Quốc bổ nhiệm làm Bộ trưởng Bộ Công an Trung Quốc, kế nhiệm Triệu Khắc Chí.